# كيمياء تجميعية

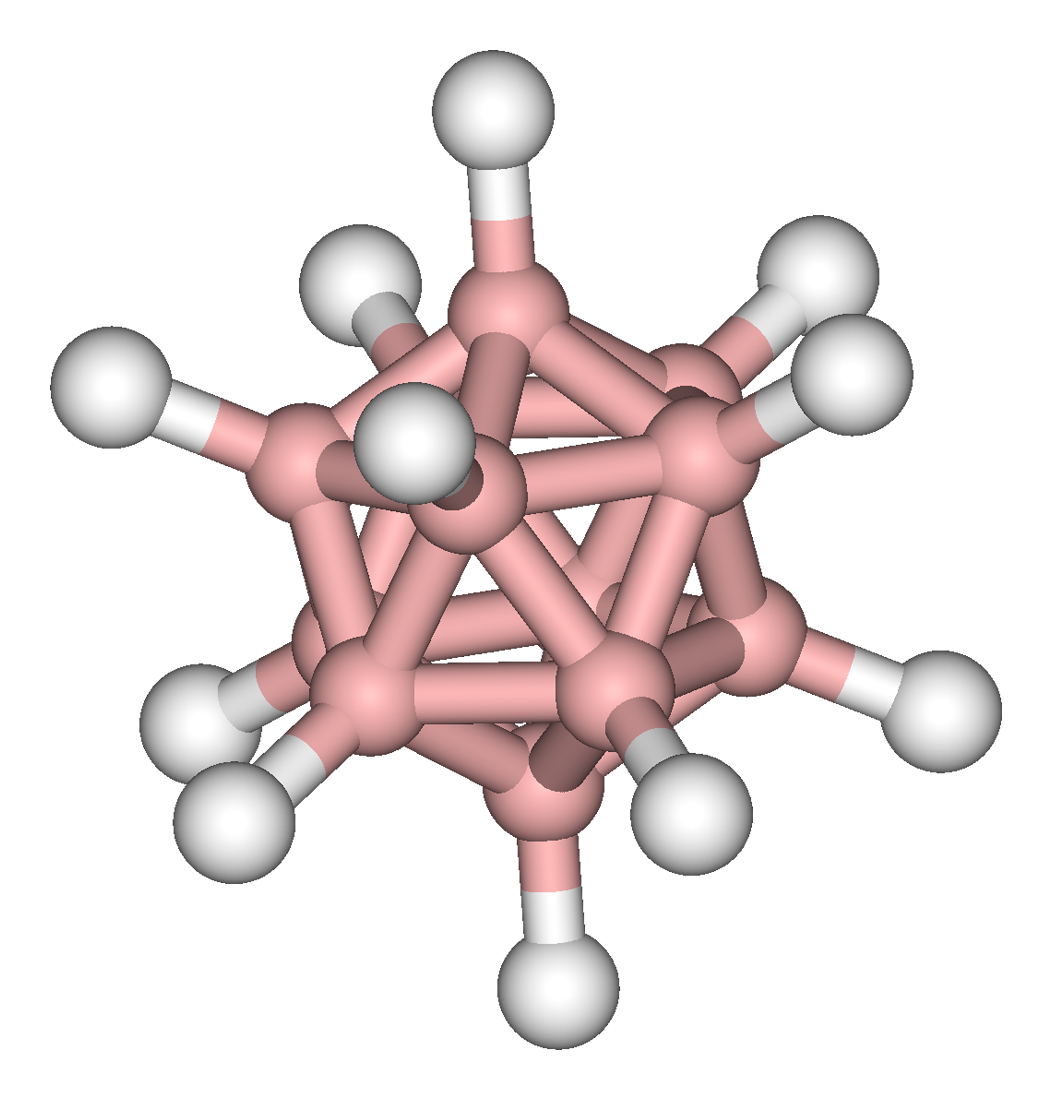

العنقود الذري في الكيمياء هو مجموعة من الذرات أو الجزيئات المرتبطة والتي تكون متوسطة الحجم بين جزيء بسيط وجسيم نانوي؛ أي يصل قطرها إلى بضع نانومترات. يمكن استخدام مصطلح عنقود مكروي لوصف المجموعات التي يصل عددها إلى أربع وعشرين ذرة.
غالبًا ما تُعتبر العناقيد التي لها عدد نوع محدد من الذرات في ترتيب معين مركبًا كيميائيًا محددًا وتُدرس على هذا النحو. على سبيل المثال، الفوليرين هو مجموعة مكونة من 60 ذرة كربون مرتبة على شكل رؤوس عشريني أوجه مقطع الرؤوس، وعشاري البوران هو مجموعة مكونة من 10 ذرات بورون تشكل ذرة عشريني أوجه غير مكتمل، محاطة بـ14 ذرة هيدروجين.
يستخدم هذا المصطلح بشكل شائع لوصف المجموعات التي تتكون من عدة ذرات من نفس العنصر، أو من عناصر قليلة مختلفة، مرتبطة بترتيب ثلاثي أبعاد. تشكل الفلزات (المعادن) الانتقالية وعناصر المجموعة الرئيسية مجموعات قوية بصورة خاصة. قد يشير المصطلح على وجه التحديد إلى عنقود فلزي، ذراته الأساسية فلزات ويحتوي على رابطة فلزية واحدة على الأقل. في هذه الحالة، يشير مصطلح متعدد النوى إلى مجموعة تحتوي على أكثر من ذرة فلز واحدة، ويشير مصطلح متغاير النوى إلى عنقود يحتوي على فلزين مختلفين على الأقل. تحتوي العناقيد الفلزية المجردة على ذرات فلزات فقط، على عكس العناقيد التي تملك غلاف خارجي مكون من عناصر أخرى. قد تكون هه الأخيرة مجموعات وظيفية مثل السيانيد أو الميثيل، مرتبطة مع الذرات المركزية بروابط تساهمية؛ أو قد تكون ربيطات متصلة بروابط تناسقية، مثل أحادي أكسيد الكربون، والهاليدات، والإيزوسيانيدات، والألكينات والهيدريدات.
تُستخدم المصطلحات أيضًا لوصف المجموعات التي لا تحتوي على فلزات (مثل البوران والكروبان) والتي ترتبط ذراتها الأساسية معًا بروابط تساهمية أو أيونية. تُستخدم أيضًا لوصف مجموعات الذرات أو الجزيئات التي ترتبط معًا بروابط فان دير فالس أو روابط هيدروجينية، كما في عناقيد الماء.
يمكن أن تلعب العناقيد دورًا مهمًا في تحولات الطور مثل الترسيب من المحاليل، وتكثيف وتبخير السوائل والمواد الصلبة، والتجميد والصهر والامتزاز للمواد الأخرى.

## التاريخ
استخدم البشر مركبات العنقود الذري، بما في ذلك العناقيد الفلزية، بشكل غير متعمّد منذ العصور القديمة. قد يكون أقدم عنقود فلزي أُنتج صناعيًا هو الكالوميل Hg2Cl2، الذي كان معروفًا في الهند بالفعل في القرن الثاني عشر.
أمكن توضيح بنية المركبات العنقودية في القرن العشرين. على سبيل المثال، اكتُشف وجود رابطة بين ذرتي زئبق في الكالوميل في أوائل القرن العشرين. تحققت هذه التطورات بفضل تطوير أدوات التحليل البنيوي الموثوقة، مثل حيود الأشعة السينية البلورية الأحادية.
استخدم إف. أيه. كوتون مصطلح «العنقود» في أوائل ستينيات القرن العشرين للإشارة على وجه التحديد إلى المركبات التي تحتوي على روابط فلزية.
اكتُشفت عناقيد الكربون لأول مرة بفضل إريك أيه. رولفينغ، ودونالد إم. كوكس، وأندرو كالدور في عام 1984، في تجارب بخروا فيها الغرافيت بالليزر وبردوا البخار ضمن وسط من الهيليوم. كشف تحليل النواتج المكثفة بمطيافية الكتلة جزيئات ذات «أعداد سحرية» معينة. في عام 1985، تابع عملهم كل من هارولد كروتو، وجيمس ر. جوستين، وشون أوبراين، وروبرت كيرل، وريتشارد سمولي، الذين اقترحوا بنية عشريني أوجه مقطع الرؤوس لجزيئة كربون C60، واقترحوا تسميته »بوكمينستر فوليرين«.

## البنية والاستقرار
تختلف الخصائص الفيزيائية والكيميائية لعناقيد الذرات اختلافًا كبيرًا عن تلك الخاصة بالمادة السائبة الصلبة ذات التركيبة نفسها. يرجع الفرق إلى حقيقة أن جزءًا كبيرًا من الذرات المكونة لها موجود على سطحها. بالنسبة إلى النوى العنقودية التي تحتوي على أقل من أربع وعشرين ذرة أو جزيء مكون، عادةً ما تحوي البنى المستقرة ذرات معظمها أو كلها مجاورة لسطح الذرة المركزية، وبالتالي مرتبطة فقط جزئيًا بالعناصر الأساسية الأخرى.
يحدث انتقال تدريجي بين خصائص الأنواع الجزيئية وتلك الخاصة بالمزيج السائب المقابل مع زيادة عدد الذرات N في المركز، نظرًا لأن جزءًا من الذرات المجاورة لسطحها ستبلغ تقريبًا N^−1/3. إذا كانت N تساوي 5^10، وعندما يمكن اعتبار العنقود جزيئًا نانويًا، ستظهر نحو 10% فقط من الذرات في المركز على سطحها. ما تزال هذه النسبة المئوية كبيرة، وهي تعد جزءًا من سبب اختلاف خصائص الجسيمات النانوية بشكل كبير عن خصائص المادة السائبة.

## عناقيد الحالة الغازية والفوليرين
يمكن أيضًا ملاحظة العناقيد غير المستقرة في الطور الغازي باستخدام جهاز مطيافية الكتلة، رغم أنها قد تكون غير مستقرة ترموديناميكيًا وتتجمع بسهولة عند التكثيف. غالبًا ما تتشكل هذه العناقيد المجردة، أي تلك التي لا يتحقق استقرارها بواسطة الربيطات، عن طريق التبخير بالليزر - أو الاستئصال - لفلز ضخم أو مركب يحتوي على فلز. عادةً ما ينتج عن هذا الأسلوب توزع كبير للحجوم. يمكن كشف البنى الإلكترونية عن طريق تقنيات مثل المطيافية الضوئية الإلكترونية، في حين أن مطيافية التفكك متعدد الفوتونات بالأشعة تحت الحمراء يسبر الشكل الهندسي للعناقيد بشكل أكبر. غالبًا ما تعتمد خصائصها (التفاعلية، وإمكانية التأين، والفجوة بين أعلى مدار جزيئي مشغول/أدنى مدار جزيئي غير مشغول) اعتمادًا واضحًا على الحجم. ومن أمثلة هذه العناقيد مجموعات معينة من الألومنيوم مثل الذرات الفائقة وبعض عناقيد الذهب. تظهر بعض عناقيد الفلزات صفات عطرية فلزية. في بعض الحالات، تظهر نتائج تجارب الاستئصال بالليزر مركبات معزولة، أغلبها مجموعات الكربون التي تدعى الفوليرينات، ولا سيما العناقيد ذات الصيغة C60 وC70 وC84. يمكن ملء كرة الفوليرين بجزيئات صغيرة، لتشكيل دواخل الفوليرينات.

## العائلات الرئيسية للمركبات العنقودية
توجد مجموعات لا حصر لها من المركبات التي تتكون جزيئاتها من عناقيد ذرية أو تحتوي مثل هذه العناقيد في مركزها.

### ميتالوكربوهيدرينات
الميتالوكربوهيدرينات (اختصارها ميت-كار) مجموعة عناقيد صيغتها الجزيئية M8C12، إذ M هو فلز انتقالي مثل التيتانيوم أو الفاناديوم أو الزركونيوم أو النيوبيوم أو الهافنيوم أو الموليبدنوم أو الكروم أو الحديد. يمكن توليدها عن طريق تبخير الفلز المطلوب بالليزر، في جو يحتوي على الهيدروكربون المناسب. اكتُشفت أيضًا، بتركيز 1% أو أقل، في السناج الناتج عن قوس كهربائي بين قطبين كهربائيين من كربيد التيتانيوم الرباعي. تظهر ذرات الفلزات في زوايا المكعب، لكن تكون ذرات الكربون مضغوطة نحو الداخل بحيث تكون تقريبًا متحدة في المستوي مع وجوه ذلك المكعب.